# RTL Autovisie
RTL Autovisie is een Nederlands praatprogramma over auto's dat werd uitgezonden op RTL 7 van 5 september 2014 tot 11 december 2015. Het werd gemaakt door Infostrada in samenwerking met het magazine Autovisie. Van 12 maart tot 28 mei 2017 werden er nieuwe afleveringen uitgezonden onder de titel Autovisie TV, gepresenteerd door Werner Budding.
Autovisie was al eerder op televisie in 1989 en 1990 met 36 afleveringen, toen uitgebracht door RTL Véronique. De presentator was toen Rob van Rees.

## Opzet
In de uitzendingen van RTL Autovisie komt het laatste autonieuws aan bod en doet het programma aan fact checking, waarbij veel discussies op gang komen. In een studio discussieerde Eddy Zoëy (vanaf 2015 vervangen door Rob Kamphues) met Werner Budding. Historicus Maarten van Rossem testte iedere aflevering een auto.

## Afleveringen

### Seizoen 1 (RTL Autovisie)
| aflevering | datum van uitzending | gasten                               | auto's/onderwerp                              | autotest Maarten    |
| ---------- | -------------------- | ------------------------------------ | --------------------------------------------- | ------------------- |
| afl. 1     | 5 september 2014     | Bram Moszkowicz, Niki Terpstra       |                                               | Renault 16          |
| afl. 2     | 12 september 2014    | Rob Kamphues, Hans Dulfer            |                                               | BMW i3              |
| afl. 3     | 19 september 2014    | Leo de Haas, Johan Derksen           |                                               | Lamborghini Huracan |
| afl. 4     | 26 september 2014    | Jan Vayne, Sebastiaan Labrie         |                                               | Volkswagen Golf R   |
| afl. 5     | 3 oktober 2014       | Rintje Ritsma, Gaston Starreveld     | Corvette C3 1980 van Robert-Jan Hengstmangers | Citroën C4 Cactus   |
| afl. 6     | 17 oktober 2014      | Bennie Jolink, Ronald Molendijk      |                                               | Land Rover Defender |
| afl. 7     | 24 oktober 2014      | Jeroen Nieuwenhuize, Michel Perridon |                                               | Morgan 3 Wheeler    |
| afl. 8     | 31 oktober 2014      | Robert Doornbos, Jort Kelder         |                                               | Cadillac Escalade   |

### Seizoen 2 (RTL Autovisie)
| aflevering | datum van uitzending | gasten                                  | auto's/onderwerp                                                                   | autotest Maarten           |
| ---------- | -------------------- | --------------------------------------- | ---------------------------------------------------------------------------------- | -------------------------- |
| afl. 1     | 21 augustus 2015     | Koen Verweij, Christijan Albers         | Audi S1 Quattro; Bentley Mulsanne Speed                                            | Renault Twizy              |
| afl. 2     | 28 augustus 2015     | Sander Lusink, Henk Schiffmacher        | Audi RS6 DTM; grootste Corvette-verzameling van Europa                             | Opel Meriva                |
| afl. 3     | 4 september 2015     | Kevin Abbring, Dennis van der Geest     | McLaren 650S vs. Tesla Model S 85D; Toyota IQ Kompressor; kelder Toyota Motorsport | NSU Ro 80                  |
| afl. 4     | 11 september 2015    | Theo Hiddema, Arjan Postma              | elektrische Land Rover Defender; Peugeot's speciale autocollectie                  | Mercedes-Benz G-Klasse     |
| afl. 5     | 25 september 2015    | Jeroen van Inkel, Kees van der Grint    | Autoshow Frankfurt                                                                 | Ford Model T               |
| afl. 6     | 2 oktober 2015       | Kees van der Grint, Joop Braakhekke     | oude en nieuwe Mini Cooper; uitvinder Witkar                                       | Chevrolet Corvair          |
| afl. 7     | 9 oktober 2015       | Giedo van der Garde, Gijs Staverman     | grootste Peugeot 205-verzameling; Nürburgring                                      | Lotus Elite Type 14        |
| afl. 8     | 16 oktober 2015      | Huub Stapel, Youri Mulder               | Ford Mustang Convertible; Citroën's hydropneumatische suspensiesysteem             | Alfa Romeo Alfasud         |
| afl. 9     | 23 oktober 2015      | Erik de Zwart, Frans van Zoest          | Porsche 911 RAUH-Welt; rat cars                                                    | Cadillac Eldorado Biarritz |
| afl. 10    | 30 oktober 2015      | Sjors Fröhlich, Paul Rabbering          | Jaguar XFR in New York en op de Monticello Motor Club                              | Subaru WRX STi             |
| afl. 11    | 6 november 2015      | Victoria Koblenko, Charles Groenhuijsen | Bugatti Type 13 Bresci; rijden in IJsland                                          | Volkswagen XL1             |
| afl. 12    | 13 november 2015     | John van den Heuvel, Jan Heemskerk      | Mazda MX-5; Opel-collectie                                                         | Volkswagen Kübelwagen      |
| afl. 13    | 20 november 2015     | Fatima Moreira de Melo, Jan Lammers     | Rolls-Royce                                                                        | Dacia Logan MCV            |
| afl. 14    | 27 november 2015     | Regi Blinker, Jack Spijkerman           | Volkswagen Polo vs. Renault Clio; Arctic Trucks in IJsland                         | DKW F12                    |
| afl. 15    | 4 december 2015      | Mike Hezemans, Theo Nabuurs             | Targa Florio raceroute in Sicilië                                                  | Fiat Multipla              |
| afl. 16    | 11 december 2015     | Gerard de Rooy, John de Wolf            | Dakar racevrachtwagen; Alfa Romeo-museum                                           | Jaguar E-Type              |